# Leif Carserud
Leif Carserud, född  30 april 1944 i Halmstad, död i Ängelholm 3 januari 2008 i Ängelholm, var en svensk geolog och författare. 
Carserud studerade vid Lunds universitet, där han blev filosofie licentiat i geologi, och anställdes senare vid Sveriges geologiska undersökning. Därefter startade han förlaget Geodeon, där han 1997 publicerade boken Geologiska sevärdheter i Halland. Han fungerade som exkursionsledare bland annat vid Sveriges Geologförbunds årliga arrangemang Geologins dag. Han var även aktiv i Källakademin och i Naturskyddsföreningen. I Lunds universitets botaniska trädgård skapade han ett geologiskt solur av skånska bergarter. 
Tidigare böcker om geologiska sevärdheter i Skåne och Halland följdes av böcker om Ängelholmsbygdens och Bjärebygdens natur och kultur, illustrerade av sonen Oscar eller dottern Tora.

## Priser och utmärkelser
- Lengertz litteraturpris 1995